# Platypterocarpus tanganyikensis
Platypterocarpus tanganyikensis es la única especie del género monotípico Platypterocarpus,  perteneciente a la familia de las celastráceas. Es  originaria de  Tanzania donde se encuentra en Lushoto.

## Descripción
Es un árbol que alcanza un tamaño de 13-27 m de altura que tiene las ramas en algunos casos arriba de los 12 m de tallo claro, más a menudo a los 6 m comienza la ramificación y hacia arriba. Corteza de color gris sucio.

## Ecología
Se encuentra en la zona de transición intermedia del bosque húmedo y seco, asociada con Cassipourea elliottii, Fagaropsis angolensis y Catha edulis y en bosques de hoja perenne con Podocarpus, y con Ficalhoa en suelo arenoso gris, donde es bastante común. Aparece a una altitud de 1500-1900 metros. Cuando está en flor, se asemeja a una especie de Gymnosporia de forma superficial y afinidades con Tripterygium del este de Asia y Wimmeria de América Central.

## Taxonomía
Platypterocarpus tanganyikensis fue descrita por Dunkley & Brenan  y publicado en Kew Bulletin 3: 47. 1948.